# 洪泥河东站
洪泥河东站是天津地铁1号线的地铁车站，位于中华人民共和国天津市津南区国展大道与国欣路交叉口，于2023年7月31日开通。

## 车站结构
洪泥河东站位于国展大道与国欣路交叉口，沿国展大道设置，呈东西走向，为地下两层岛式站台车站，车站长203米，宽20.5米，车站地下一层为站厅层，地下二层为站台层，站台设置全高站台门。
| 地面              | 出入口 | B、D出入口                                                                                            |
| 地下一层          | 站厅   | 客服中心、自动售票机、验票机                                                                          |
| 地下二层          | 站台   | \| \| \| █ 1号线往刘园（李楼） \| \| 島式 · 開左邊车门 \| \| \| \| \| \| █ 1号线往双桥河（高庄子） \| |
|                   |        | █ 1号线往刘园（李楼）                                                                                 |
| 島式 · 開左邊车门 |        | |
|                   |        | █ 1号线往双桥河（高庄子）                                                                             |

## 车站出口
洪泥河东站目前开放2个出入口，各出口及周围设施如下所示：
|                                      |      |          |                                                                              |
| 出口编号                             | 照片 | 地点     | 可到达目的地                                                                 |
| 出口 · B · 扶手电梯标志              |      | 国展大道 | 中建海河陆号院                                                               |
| 出口 · D · 升降机标志 · 扶手电梯标志 |      | 国展大道 | 美的云熙府，中建展望，中铁建花语天著，中铁建华语澜庭，天津市实验中学津南学校 |
| 註： 設有 \| 設有扶手電梯            |      |          |                                                                              |

## 车站历史
本站工程名为一经路站，正式站名为洪泥河东站，以车站所处的洪泥河东侧命名。
- 2014年12月29日，车站主体结构封顶[2]。
- 2023年7月31日，车站开通运营[1]。